# プラチナチタン触媒
プラチナチタン触媒（プラチナチタンしょくばい）は触媒の一つ。
光がない夜間では、含まれる白金が周囲の酸素と一部の有機化合物との反応速度を速め、有機化合物の水と二酸化炭素への分解を促進する触媒効果を示す。さらに光がある昼間では、含まれる二酸化チタンが太陽光中の紫外線で励起されて酸化力を持ち、白金の触媒効果によって空気中などの水から化学活性の強いラジカルを生じる。有機化合物としては、ホルムアルデヒドに対して濃度を低減させる効果があることが知られている。

## 仕組み
紫外線が当たる昼間の場合
空気中にある酸素(Ｏ2)が太陽光(紫外線)によって励起された電子により還元され、正孔により有機化合物が酸化分解されるメカニズム。
光触媒(二酸化チタン)の中の励起電子が空気中にある酸素(Ｏ2)を還元してスーパーオキシドアニオンラジカル(Ｏ2－)が生じる反応が白金によって促進される。(図4-4)この一連の反応を化学式で示せば以下の様になる。
Ｏ2＋ｅ－　→Ｏ2－
Ｏ2－ ＋ Ｈ＋ → ＨＯ2･ (ヒドロペルオキシラジカル)
ＨＯ2･ ＋ ｅ－ ＋ Ｈ＋ → Ｈ2Ｏ2 (過酸化水素)
Ｈ2Ｏ2 ＋ 2ｅ－ ＋ 2Ｈ＋ → 2Ｈ2Ｏ
Ｏ2 ＋ 2ｅ－ ＋ 2Ｈ＋ → Ｈ2Ｏ2
Ｏ2 ＋ 4ｅ－ ＋ 4Ｈ＋ → 2Ｈ2Ｏ
プロトン(Ｈ＋)は水から生じるが、空気中には十分な量の水分があり、また、酸化チタンのような金属酸化物には「吸着水」として存在する。もし、消失しても空気から補給される。吸着水には物理吸着水と化学吸着水(解離吸着)があり、後者は表面水酸基とも呼ばれる。
たとえ、室内空間が乾燥したとしても、酸化チタン上には水分が吸着しており、全てを取り去るのは困難である。また、太陽光によって出来た正孔(ｈ＋)によって有機化合物が酸化分解される。この反応を化学式で示すと次のようになる。
ＨＣＨＯ＋4ｈ＋＋Ｈ2Ｏ→ＣＯ2＋4Ｈ＋
紫外線が当たらない夜間の場合
紫外線が当たらない夜間は白金触媒が効果を発揮する。
白金触媒は光がなければ効果を発揮できないが、プラチナチタン触媒は白金触媒で夜間でも効果を発揮できる。白金触媒は元来、常温で酸素とホルムアルデヒドの反応を起こす事が出来る。
ＨＣＨＯ＋Ｏ2→ＣＯ2＋Ｈ2Ｏ
しかし、反応の中間体や空気中の化合物が白金表面を覆ってしまう(このことを被毒と呼ぶ)ので実際には一定期間を過ぎるとほとんど反応が起こらない。
酸化チタンに白金を担持させた場合には昼間に紫外光が当たることによって、正孔(水酸ラジカル)による酸化反応が起こり、表面が洗浄化されるのでホルムアルデヒドが分解される。ただし紫外光が当たらなくなると、この反応は被毒によって徐々に速度が低下してやがて停止するが、再び紫外光が当たると反応が起こるようになる。

## 特徴
- 有機化合物を常温で分解することができる。
- 紫外線がない状態では触媒効果が被毒により効果が低下・停止するが紫外線を当てることで効果が回復する。

## 歴史
- 2007年（平成19年）12月7日…「光触媒組成物の物品表面塗布方法および物品表面塗布剤」特許を取得（特許第4048266号）
- 2010年（平成22年）9月29日…建築基準法施行令第20条の9の規定に適合するものであると国土交通大臣から認定を受ける(認定番号RLFC-0004)
- 2011年（平成23年）11月11日…「白金を主触媒として空気中の有機化合物を分解し除去させる方法および光触媒物品および光触媒層の形成方法並びに光触媒体」特許を取得(特許第4858857号)